# Guennadi Shatkov
Gennadi Ivánovich Shatkov (en ruso: Геннадий Иванович Шатков: 27 de mayo de 1932 – 14 de enero de 2009) fue un boxeador de la URSS, que compitió en la división de Peso Mediano (– 75 kg) durante mayor parte importante de su carrera.

## Biografía
Shatkov nació en Leningrado y empezó boxeando a los 12 años en Zhdanov en el Palacio de los Jóvenes Pioneros en Leningrado, donde fue entrenado por Ivan Pavlovich Osipov. Su primer triunfo fue el 3º lugar en el Campeonato Juvenil de la URSS en 1949 en Rostov del Don. Shatkov se entrenó en Burevestnik en Leningrado. Se convirtió en Maestro en Honores de los Deportes de la URSS en 1957 y también obtuvo la Orden de Lenin ese mismo año. Durante su carrera  ganó 215 peleas de 227. Ganó la medalla de oro de peso mediano (75 kg) en los Juegos Olímpicos de Melbourne de 1956. También compitió en los Juegos Olímpicos de Verano de 1960 en la división de Peso Semipesado (– 81 kg) pero perdió con Cassius Marcellus Clay Jr. en los cuartos de finales. Shatkov ganó medallas de oro en el Campeonato Europeo de 1955 y 1959, se convirtió en Campeón de la URSS en 1955, 1956 y 1958, y ganó la medalla de oro en el I° Verano de la Espartarquiada de los Pueblos de la URSS en 1956.
Junto a su carrera deportiva Shatkov tuvo una carrera científica notable. Después de graduarse de secundaria entró en la Universidad Estatal de Leningrado en 1951, recibiendo el grado de Aspirante de Ciencias Judiciales allí en 1962, se convirtió en docente del Departamento de Teoría e Historia de Estado y de Leyes y fue nombrado prorector de la universidad en 1964.
Tres de sus otros logros fue contra las enfermedades. Tuvo un ACV en 1969 y dos en 1988. Le tomó cinco años para recuperarse del primero. Logró restaurar la actividad propulsiva y el habla después de tres ACVs. Durante los años que pasó después de su primer ACV escribió 40 artículos científicos y tres libros.
Murió en San Petersburgo el 14 de enero de 2009, a la edad de 76 años.

## Resultados olímpicos
1956
- Venció por puntos a Ralp Hosack (de Canadá)
- Venció fácilmente a Giulio Rinaldi (de Italia)
- Venció por nocaut doble a Víctor Zalazar (de Argentina)
- Venció por nocaut técnico a Ramón Tapia (de Chile)

1960
- Venció por puntos a Ray Cillien (de Luxemburgo)
- Perdió por puntos con Cassius Marcellus Clay Jr. (de EE. UU.)